# WaT Collection
『WaT Collection』（ワット・コレクション）は、日本の音楽デュオ・WaTが2007年11月28日にA&M RECORDSから発売した1枚目のベストアルバムである。

## 内容
- 前作『卒業TIME〜僕らのはじまり〜』から約1年9ヶ月ぶり、初のベストアルバム。
- 携帯ストラップ付初回限定盤とDVD付初回限定盤、通常盤の3形態で発売された。DVDには「卒業TIME」のミュージック・ビデオ、箱根での合宿、インディーズデビューイベント映像、「僕のキモチ」「5センチ。」『卒業TIME〜僕らのはじまり〜』「Hava Rava」「ボクラノLove Story」のスポットCM映像、『WaT Entertainment Show Act"do"Live』の全ライブ映像、フォトセッション映像が収録された[1]。

## 収録曲
1. Ready Go!
作詞：WaT
作曲：Curious K.
編曲：華原大輔
ブラスアレンジ：佐野聡
メジャー4thシングルの表題曲。
2. 夏日
作詞・作曲：小池徹平
編曲：小松清人
1stアルバムの収録曲。
3. 僕のキモチ
作詞・作曲：WaT
編曲：小松清人
ストリングスアレンジ：前嶋康明
メジャー1stシングルの表題曲。
4. 自転車
作詞・作曲：WaT
編曲：小松清人
メジャー5thシングルのカップリング曲。
5. 僕らの居場所
作詞：WaT
作曲：WaT、田中直樹
編曲：WaT、前嶋康明
メジャー2ndシングルのカップリング曲。
6. reStart
作詞・作曲：WaT
編曲：華原大輔
新録曲。
7. 5センチ。
作詞・作曲：WaT
編曲：華原大輔
メジャー2ndシングルの表題曲。
8. I will get a dream
作詞・作曲：小池徹平
編曲：小松清人
1stアルバムに収録されている小池のソロ楽曲。
9. 初めて海を見た時には
作詞・作曲：WaT
編曲：小松清人
メジャー3rdシングルのカップリング曲。
10. はだか
作詞・作曲：ウエンツ瑛士
編曲：前嶋康明
1stアルバムに収録されているウエンツのソロ楽曲。
11. Hava Rava
作詞・作曲：WaT
編曲：前嶋康明
メジャー3rdシングルの表題曲。
12. 卒業TIME
作詞・作曲：WaT
編曲：小松清人
インディーズ1stシングルの表題曲。
13. あの日
作詞：WaT
作曲：小池徹平
編曲：小松清人
メジャー1stシングルのカップリング曲。
14. ボクラノLove Story
作詞・作曲：WaT
編曲：華原大輔
ストリングスアレンジ：前嶋康明
メジャー5thシングルの表題曲。
15. Awaking Emotion 8/5
作詞：ウエンツ瑛士、小松清人
作曲・編曲：Curious K.
ボーナストラック。ウエンツのソロデビューシングル曲。
16. 君に贈る歌
作詞・作曲：小池徹平
編曲：小松清人
ストリングスアレンジ：前嶋康明
ボーナストラック。小池のソロデビューシングル曲。

## 参加ミュージシャン
新録曲以外は割愛。
WaT
- ウエンツ瑛士：Vocal & Chorus & Electric Guitar & Percussion (#6)
- 小池徹平：Vocal & Chorus & Acoustic Guitar (#6)

Support Musician
- 福田真一朗：Electric Guitar & Acoustic Guitar (#6)
- 桜井正宏：Drums (#6)
- 華原大輔：Bass & Programming (#6)